# 路木ダム
路木ダム（ろぎダム）は、熊本県天草市に熊本県が建設中の多目的ダム。

## 概要
熊本県天草市を流れる二級河川路木川に計画されたダムで、30年に1回発生する規模の洪水に対する調節、河川の流水維持ならびに水道用水の取水を目的としている。
天草地方の河川は小さくその距離も短いために、渇水の被害を受けてきた。この問題の解消のために同ダムの建設が立案され、1992年（平成4年）に事業調査を開始、翌1993年には熊本県と当時の牛深市・河浦町との間で基本協定が締結・着工された。2000年（平成12年）には工事用道路、翌2001年には付替道路の工事に着手。
本体工事は当初2010年（平成22年）3月からの予定であったが、同年6月17日に着工しており、2014年（平成26年）竣工の予定となっている。

## 建設の目的

### 洪水調節
ダムにおいて毎秒94立方メートルを調節することで、河口から約1.4キロの大河内橋付近に設けられる基準点での基本高水流量・毎秒140立方メートルを60立方メートルにまで抑える計画となっている。

### 流水の正常な機能の維持
ダムの下流域において用水を確保することに加えて、河川環境を維持するとしている。

### 水道用水
慢性的な水不足にある牛深地区や水道施設の普及が遅れている河浦地区における水道用水（日量4,600立方メートル）の新規確保 。

## 反対運動
渇水の経験から建設に賛成する住民が居る一方で、ダムの必要性に疑問を呈して反対する住民もおり、地元の意見は割れているという。

### 治水への疑問点
1982年（昭和57年）7月24日の豪雨により「路木地区」で約100棟の床上浸水被害があったとされ、これがダム建設の理由の一つとなっているが、路木川流域には人家は数戸しかない。「公文書の保存年限を越えた」として被害に関する記録が失われており、被害を受けた地域の詳細や規模が特定出来なくなっている。
反対派は「路木地区」は路木川とは山を挟んでおり浸水が発生することはあり得ず、聞き取り調査でも浸水被害は無かったとしている一方で、県側の聞き取り調査では被害を受けた場所もあったとしている。
なお、2000年に熊本県が作成した計画書にある1982年の床上浸水100棟は、他所の川流域を含む町全体の被災数である。
また、2008年度の公共事業再評価監視委員会での事業説明の際に、水害被害の写真として路木川ではない写真が使用されていた。県側は「昔から引き継がれてきた写真を調査すること無く使用していた」として訂正・謝罪を行なった。しかしこうしたことが「ダム建設の必要性が無い」と主張する反対派の疑念を深める結果となっている。

### 利水への疑問点
熊本県にある「路木川二級河川台帳」全28ページの、2005年の日水位量には、365日間全部に、計数記入がない。毎月の合計数量欄には、合計「0」と記録してある。2003年の日流量にも、365日間全部の欄に計数記録はない。路木川の実態は、川とはいえない「せせらぎ」である。
2009年1月には熊本市の男性が建設差し止めを求めて熊本地方裁判所に提訴したが2010年10月福岡高等裁判所に棄却された。2009年8月には反対運動を行なっている市民団体が蒲島郁夫熊本県知事に対し「ダムへの公金支出は違法」として住民訴訟を起こしている。
2010年12月には市民団体が「右岸堤防の高さが1997年に測量されたとされる数値より高かった」と発表しているが、県の測量資料について所在不明となっている。